# نايف الحضرمي
نايف عبد الرحيم الحضرمي (مواليد 18 يوليو 2001) هو لاعب كرة قدم قطري يلعب حالياً مع نادي الشحانية معار من نادي الريان في دوري نجوم قطر و‌منتخب قطر لكرة القدم في مركز الوسط.

## روابط خارجية
- نايف الحضرمي على موقع قاعدة بيانات كرة القدم.إي يو (الإنجليزية)
- نايف الحضرمي على موقع ناشيونال فوتبول تيمز (الإنجليزية)
- نايف الحضرمي على موقع Soccerway.com (الإنجليزية)
- نايف الحضرمي على موقع عالم كرة القدم.نت (الإنجليزية)